# Uncharted: Golden Abyss
Uncharted: Golden Abyss är ett actionspel till den bärbara spelkonsolen Playstation Vita. Spelet släpptes i Europa den 22 februari 2012 och utvecklades av SCE Bend Studio, vars utveckling övervakades av  Naughty Dog. 
Spelet äger rum före händelserna i Uncharted: Drake's Fortune. Spelet innehåller ett nytt touchsystem och rörelsebaserade kontroller för navigering och sikte med vapen, även om dessa är valfria kontrollsystem. 